# رينو توماس
رينو توماس (بالإنجليزية: Reno Thomas)‏ هو سياسي أمريكي، ولد في 11 يوليو 1922 في الولايات المتحدة، وتوفي بنفس المكان في 17 أغسطس 2009. حزبياً، نشط في الحزب الجمهوري. وقد انتخب عضو مجلس نواب بنسيلفانيا.